# Lochmaeocles
Lochmaeocles is een kevergeslacht uit de familie van de boktorren (Cerambycidae). De wetenschappelijke naam van het geslacht werd voor het eerst geldig gepubliceerd in 1880 door Bates.

## Soorten
Lochmaeocles omvat de volgende soorten:
- Lochmaeocles alboplagiatus Dillon & Dillon, 1946
- Lochmaeocles basalis Dillon & Dillon, 1946
- Lochmaeocles batesi (Aurivillius, 1923)
- Lochmaeocles callidryas (Bates, 1865)
- Lochmaeocles confertus (Aurivillius, 1923)
- Lochmaeocles congener (Thomson, 1868)
- Lochmaeocles consobrinus Dillon & Dillon, 1946
- Lochmaeocles cornuticeps (Schaeffer, 1906)
- Lochmaeocles cretatus Chemsak & Linsley, 1986
- Lochmaeocles fasciatus (Lucas, 1859)
- Lochmaeocles grisescens Noguera & Chemsak, 1993
- Lochmaeocles hondurensis Dillon & Dillon, 1946
- Lochmaeocles laticinctus Dillon & Dillon, 1946
- Lochmaeocles leuripennis Martins & Galileo, 1995
- Lochmaeocles marmoratus Casey, 1913
- Lochmaeocles nigritarsus Chemsak & Linsley, 1986
- Lochmaeocles obliquatus Dillon & Dillon, 1946
- Lochmaeocles pseudovestitus Chemsak & Linsley, 1988
- Lochmaeocles pulcher Dillon & Dillon, 1946
- Lochmaeocles salvadorensis (Franz, 1954)
- Lochmaeocles sladeni (Gahan, 1904)
- Lochmaeocles sparsus (Bates, 1880)
- Lochmaeocles tessellatus (Thomson, 1868)
- Lochmaeocles vestitus (Bates, 1885)
- Lochmaeocles zonatus Dillon & Dillon, 1946